# Nations Cup 1999
Nations Cup 1999 var en lagtävling i snooker som spelades i Telewest Arena, Newcastle, England, den 16 - 24 januari. De fem lagen spelade i en grupp där alla lagen mötte alla. Varje match bestod av elva frames, nio singlar och två dubblar. Lagen fick själva bestämma vem som skulle spela i varje frame, men varje spelare måste spela minst en och högst tre singelmatcher, samt delta i en dubbelmatch. Alla framen spelades klart, matchen avslutades alltså inte när ett lag hade vunnit sex frames.
Tävlingen vanns av Wales som slog Skottland i finalen med 6-4, trots att skottarna gått obesegrade genom gruppspelet. I finalen spelades alltså aldrig den elfte och sista matchen.

## Deltagande lag
| England                                                | Skottland                                            | Wales                                                    | Irland                                                    | Nordirland                                         |
| Ronnie O'Sullivan Jimmy White John Parrott Peter Ebdon | Stephen Hendry John Higgins Chris Small Alan McManus | Mark Williams Matthew Stevens Dominic Dale Darren Morgan | Ken Doherty Michael Judge Fergal O'Brien Stephen O'Connor | Joe Swail Gerard Greene Dennis Taylor Terry Murphy |

## Resultat

### Gruppspel
| Skottland  | 8 - 3 | England    |
| Wales      | 8 - 3 | Irland     |
| Nordirland | 6 - 5 | England    |
| Skottland  | 8 - 3 | Wales      |
| Irland     | 6 - 5 | Nordirland |
| Wales      | 6 - 5 | Nordirland |
| England    | 9 - 2 | Irland     |
| Skottland  | 7 - 4 | Nordirland |
| Wales      | 7 - 4 | England    |
| Skottland  | 9 - 2 | Irland     |

|            | vunna | förlorade | frames  |
| Skottland  | 4     | 0         | 32 - 12 |
| Wales      | 3     | 1         | 24 - 20 |
| England    | 1     | 3         | 21 - 23 |
| Nordirland | 1     | 3         | 20 - 24 |
| Irland     | 1     | 3         | 13 - 31 |

### Final
| Wales                          | 6 - 4    | Skottland                   |
| Matthew Stevens                | 0 - 66   | John Higgins                |
| Mark Williams                  | 0 - 93   | Stephen Hendry              |
| Matthew Stevens                | 78 - 6   | Alan McManus                |
| Dominic Dale/ Darren Morgan    | 20 - 62  | Stephen Hendry/ Chris Small |
| Darren Morgan                  | 91 - 34  | Chris Small                 |
| Mark Williams                  | 101 - 22 | John Higgins                |
| Dominic Dale                   | 1 - 79   | Chris Small                 |
| Matthew Stevens/ Mark Williams | 75 - 20  | John Higgins/ Alan McManus  |
| Mark Williams                  | 82 - 20  | Alan McManus                |
| Matthew Stevens                | 88 - 1   | Stephen Hendry              |